# Massette
 (août 2025).
Si vous disposez d'ouvrages ou d'articles de référence ou si vous connaissez des sites web de qualité traitant du thème abordé ici, merci de compléter l'article en donnant les références utiles à sa vérifiabilité et en les liant à la section « Notes et références ».
Pour les articles homonymes, voir Massette (homonymie).

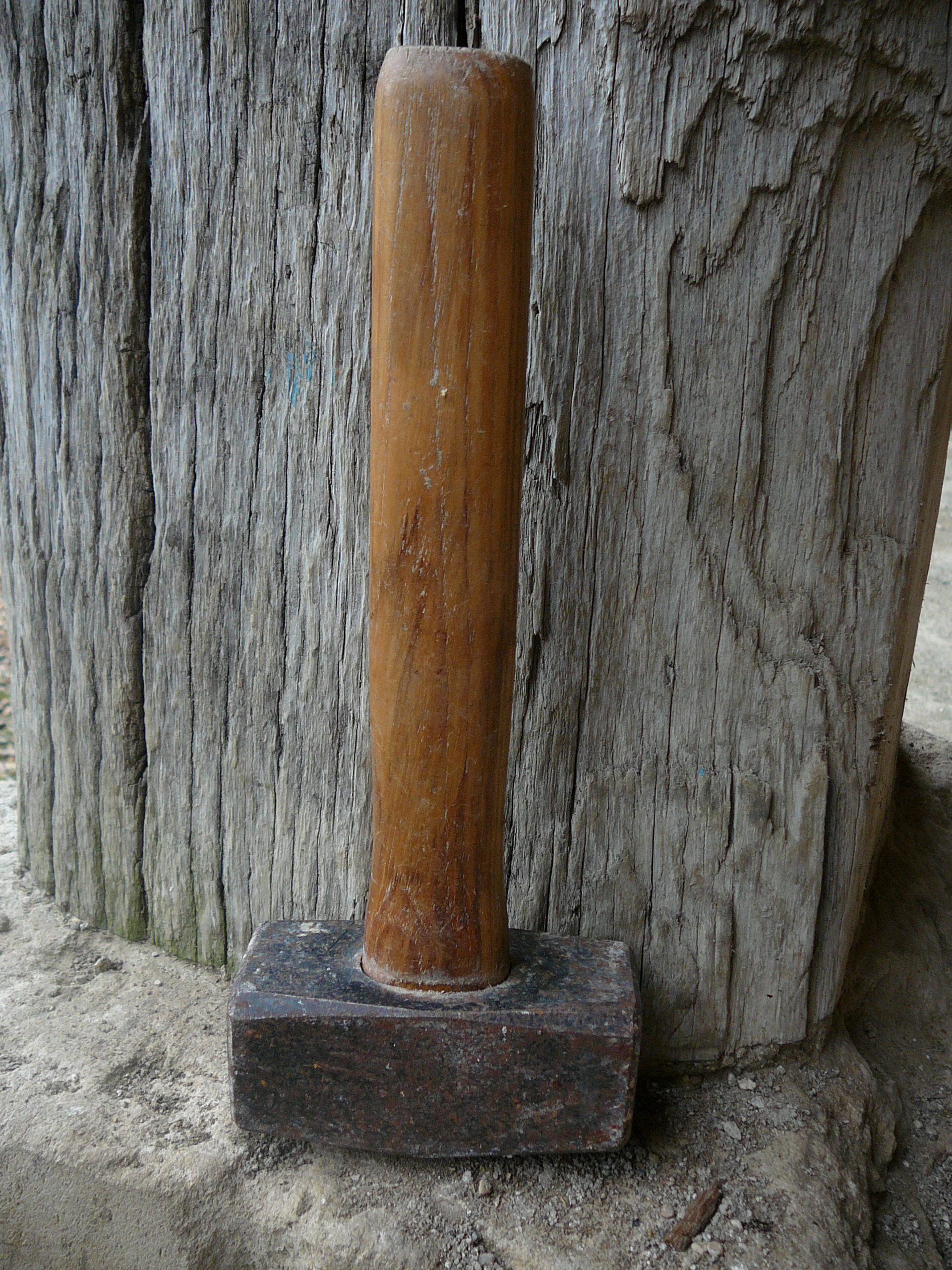
Une massette carrée.

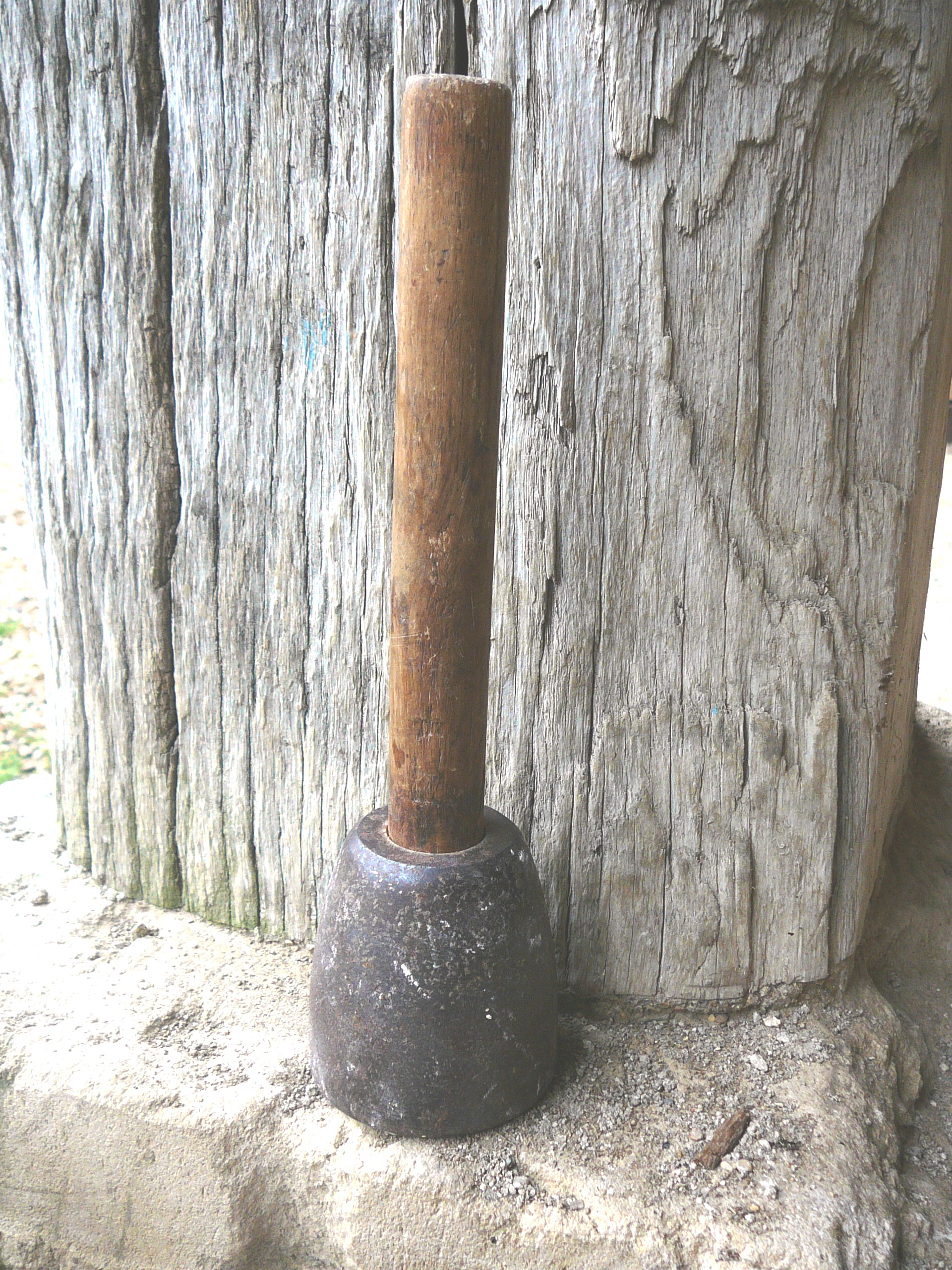
Une massette portugaise (ronde).

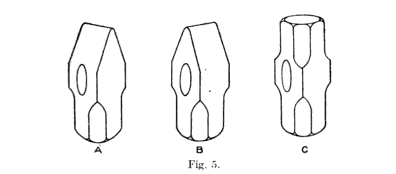
Massette cintrée.

La massette est un outil de frappe ou de percussion, généralement en acier avec un manche court en bois de frêne (masse). Elle est utilisée par les charpentiers, les maçons, les tailleurs de pierre et les sculpteurs.

## Description
Son marteau peut avoir trois formes, ronde, carrée ou cintrée et son poids varie entre 400 et 1 500 grammes. Elle se manie à une seule main, contrairement à la masse.
La massette carrée est un outil de percussion indirecte ou directe sur la matière. Les angles du marteau sont droits, pour frapper la pierre (photo).
La massette ronde dite portugaise est un outil de percussion indirecte qui percute le manche d'un autre outil appelé ciseau. Son marteau est de forme conique. Du fait de sa courbure, le point d'impact sur l'outil est réduit, ce qui permet de concentrer plus précisément l'énergie transmise. Ainsi, il n'est pas nécessaire de frapper fort, ce qui rend le travail de taille plus précis (sculpture).
La massette cintrée est un outil à percussion directe ou indirecte sur la matière. Ses angles sont abattus, pour favoriser le frappage du bois (les angles abattus limitent le marquage ).